# Fontana Pretoria
La fontana Pretoria fu realizzata nel 1554 da Francesco Camilliani a Firenze. Collocata in un primo tempo nel giardino del palazzo fiorentino del fratello della granduchessa Eleonora di Toledo, nel 1581 venne venduta al senato palermitano e trasferita in piazza Pretoria a Palermo. Giorgio Vasari la definì "una fontana stupenda che non ha eguali a Firenze o forse in Italia".
È popolarmente nota come fontana della vergogna a causa delle somme spropositate pagate per acquistarla, al continuo lievitare dei costi e all'aumento continuo delle infinite spese accessorie, cifre ritenute "vergognose" dai palermitani.

## Storia

### Prodromi fiorentini
La fontana fu realizzata per il giardino di don Luigi Álvarez de Toledo y Osorio a Firenze, su un terreno ottenuto dalle suore del convento di San Domenico al Maglio nel 1551 dopo molte pressioni. Su questo terreno in seguito sarebbe stato costruito, a partire dal 1584, il palazzo di San Clemente, ancora oggi esistente.
La realizzazione dell'insolito giardino, privo di un palazzo o di un edificio di rilievo, e della monumentale fontana furono commissionate da Pedro Álvarez allo scultore fiorentino Francesco Camilliani, allievo di Baccio Bandinelli, che vi lavorò a partire dal 1554. La fontana comprendeva 48 statue, aveva dimensioni inusuali per un'opera non destinata a uno spazio pubblico ed era fronteggiata da una lunga pergola formata da 90 colonne di legno messe in opera sotto la sorveglianza di Bartolomeo Ammannati.
Dell'artista fiorentino sono autografe la statua di Vertumno e la vasca della statua del fiume Oreto, manufatti immediatamente identificabili rispettivamente con le iscrizioni Opus Francisci Camilliani florentini 1554 e Opus Francisci Camilliani civis florentiae 1555.

### L'acquisto del senato palermitano
Spinto dai debiti e in procinto di spostarsi a Napoli, don Luigi, grazie al fratello don García Álvarez, riuscì nel 1573 a vendere la fontana alla città di Palermo essendo pretore Giovanni Villaraut, barone di Prizzi, circostanza che valse l'appellativo di Fontana del Pretore. Don Garcia, che era stato viceré di Sicilia, era in buoni rapporti con il Senato palermitano, che decise di acquistare la fontana e di collocarla nella piazza su cui prospetta il Palazzo Pretorio. Luis di Toledo, García Álvarez ed Eleonora di Toledo sono entrambi figli di Pedro Álvarez de Toledo y Zúñiga, viceré di Napoli. Eleonora fu la prima moglie di Cosimo I de' Medici.
Il trasporto avvenne quasi interamente via acqua: prima su navicelli lungo l'Arno, poi su nave fino a Palermo. La fontana giunse in porto il 26 maggio 1574, smontata in 644 pezzi dei quali 112 imballati in 69 casse. Per far posto alla monumentale realizzazione, concepita per un luogo aperto, furono demolite diverse abitazioni. La fontana tuttavia non arrivò completa e alcune sculture si erano rovinate durante il trasporto, mentre altre forse furono trattenute dal proprietario. Tra queste sono da considerare probabilmente le due Divinità nel Museo del Bargello a Firenze e altre statue che vennero collocate nel giardino privato di don Luigi a Napoli (che alla sua morte furono portate nel giardino del Palazzo di Sotofermoso di Abadía nella provincia di Cáceres, di proprietà della famiglia Toledo). A Palermo furono quindi necessari alcuni adattamenti nella ricomposizione dei pezzi e ne vennero aggiunti altri.
La cura della ricomposizione e dell'adattamento della fontana fu affidata nel 1574 a Camillo Camilliani, figlio di Francesco, che ultimò i suoi interventi nel 1581, con l'aiuto di Michelangelo Naccherino. Tra le aggiunte di quest'ultimo sono autografe la statua di un fiume e la figura di un tritone recante un braccialetto inciso, identificabili con la medesima dicitura Opus M. Angelus Nacherinis flor.
Per tutto il XVIII secolo e parte del XIX secolo fu considerata una sorta di rappresentazione della corrotta municipalità cittadina, che vide in quelle immagini il riflesso e i personaggi discutibili del tempo. Per la nudità delle statue, ma soprattutto per le spropositate somme pagate per acquistarla, al continuo lievitare dei costi e l'incremento continuo delle infinite spese accessorie, cifre ritenute "vergognose", la piazza è stata soprannominata "piazza della vergogna" dai palermitani.
Nel novembre del 1998 fu intrapresa un'opera di restauro, che durò fino al novembre del 2003. A dicembre dello stesso anno la fontana è stata riaperta e successivamente è stata riattivata la circolazione dell'acqua.

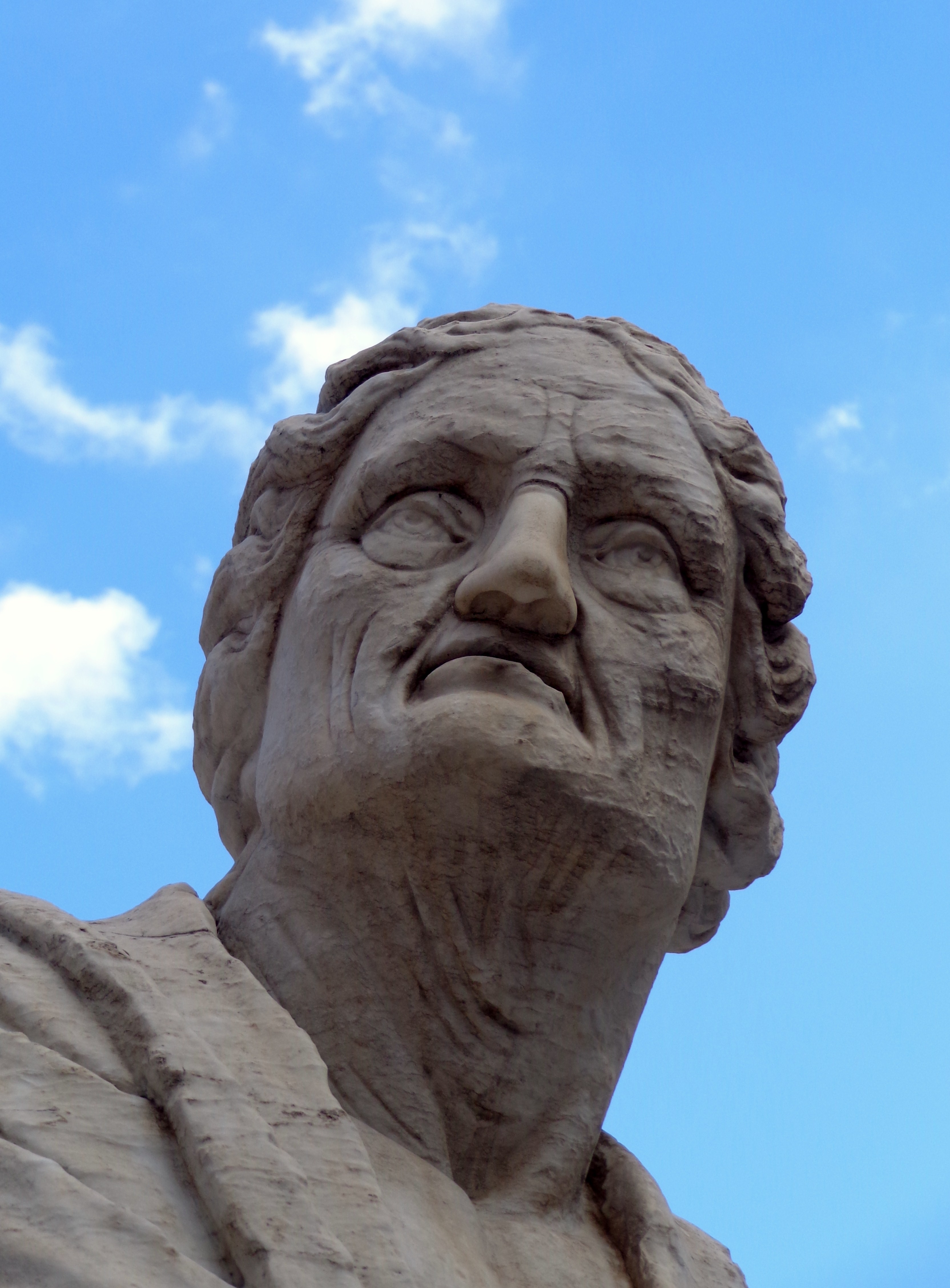
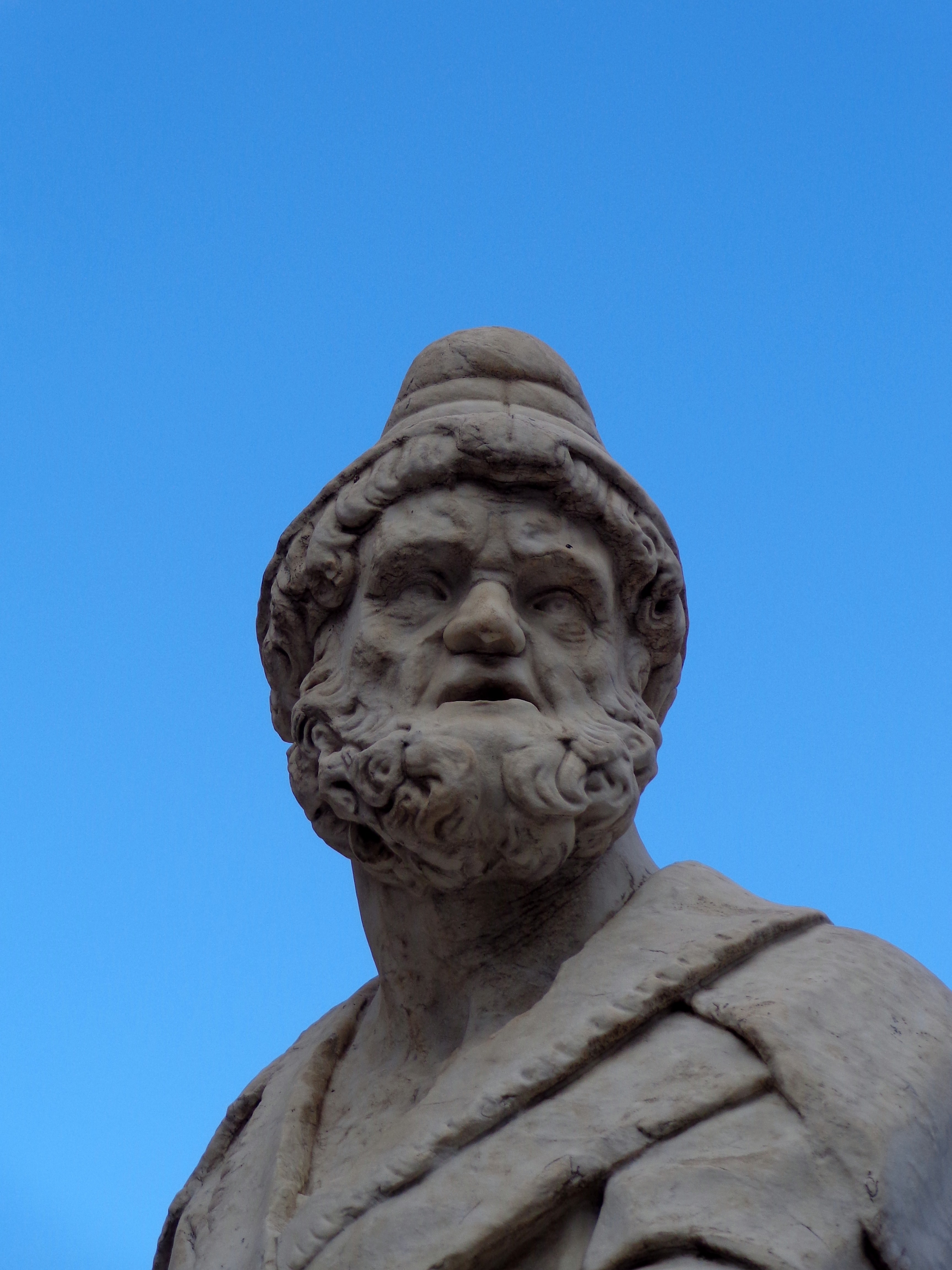
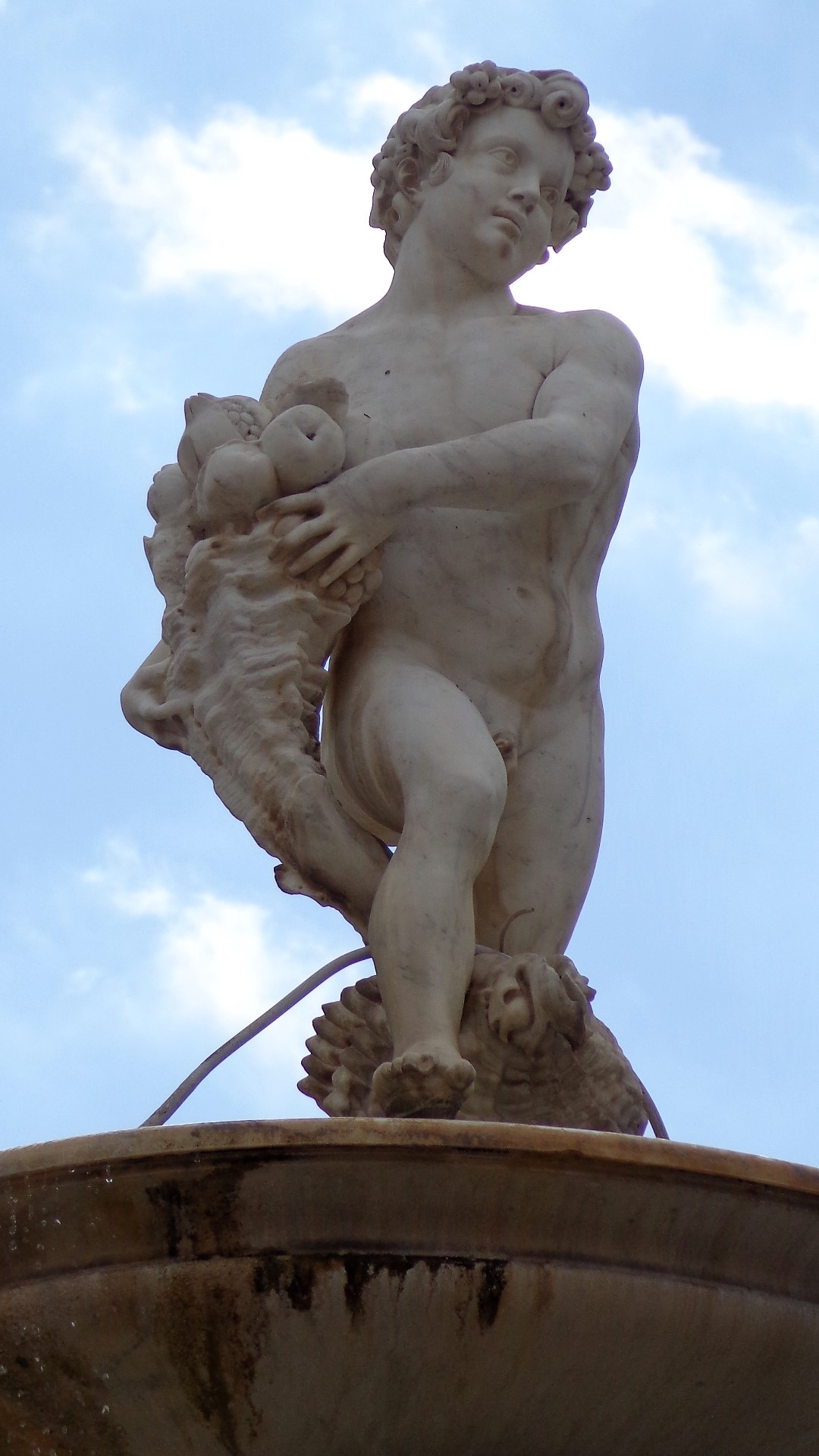
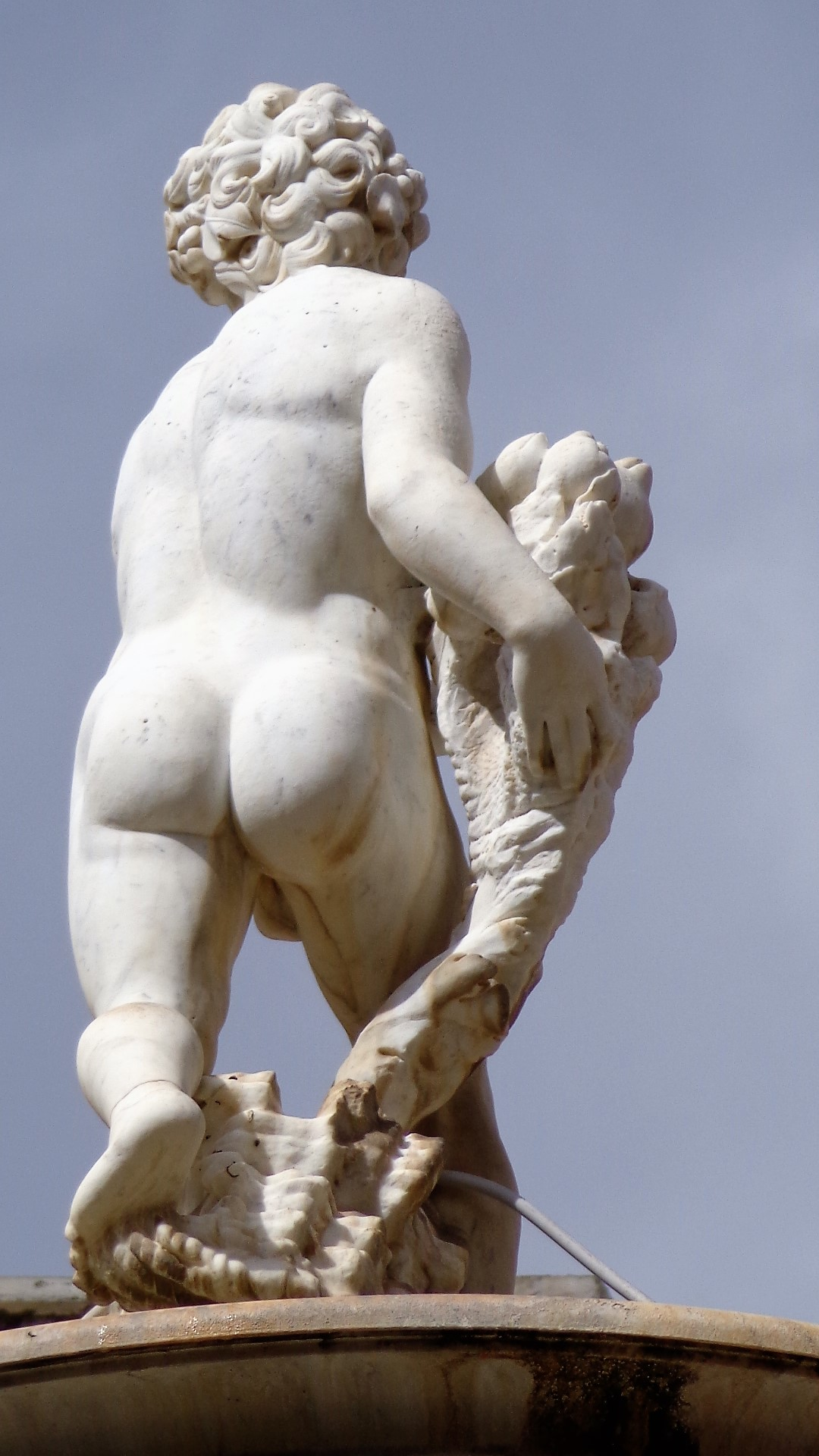
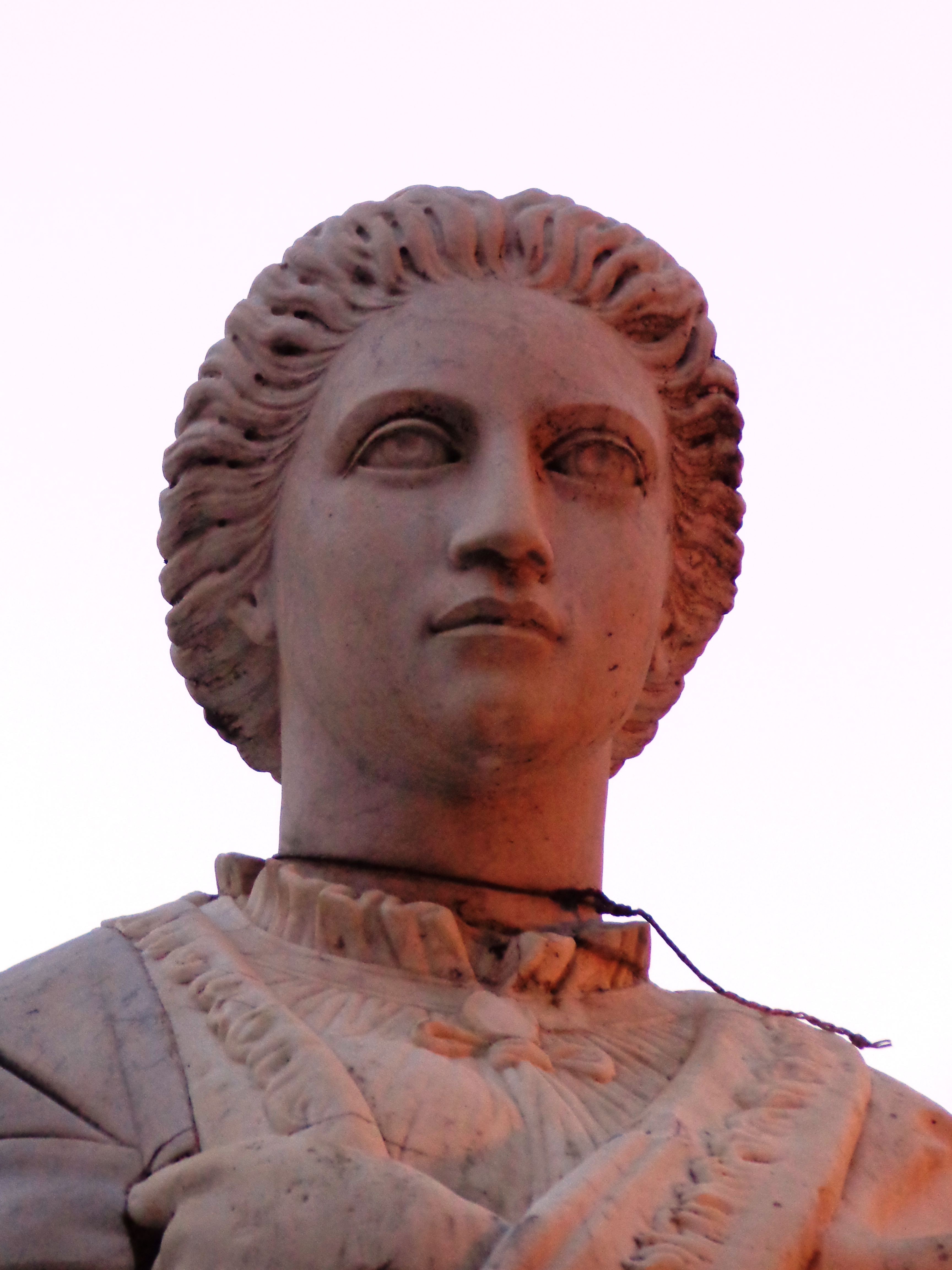
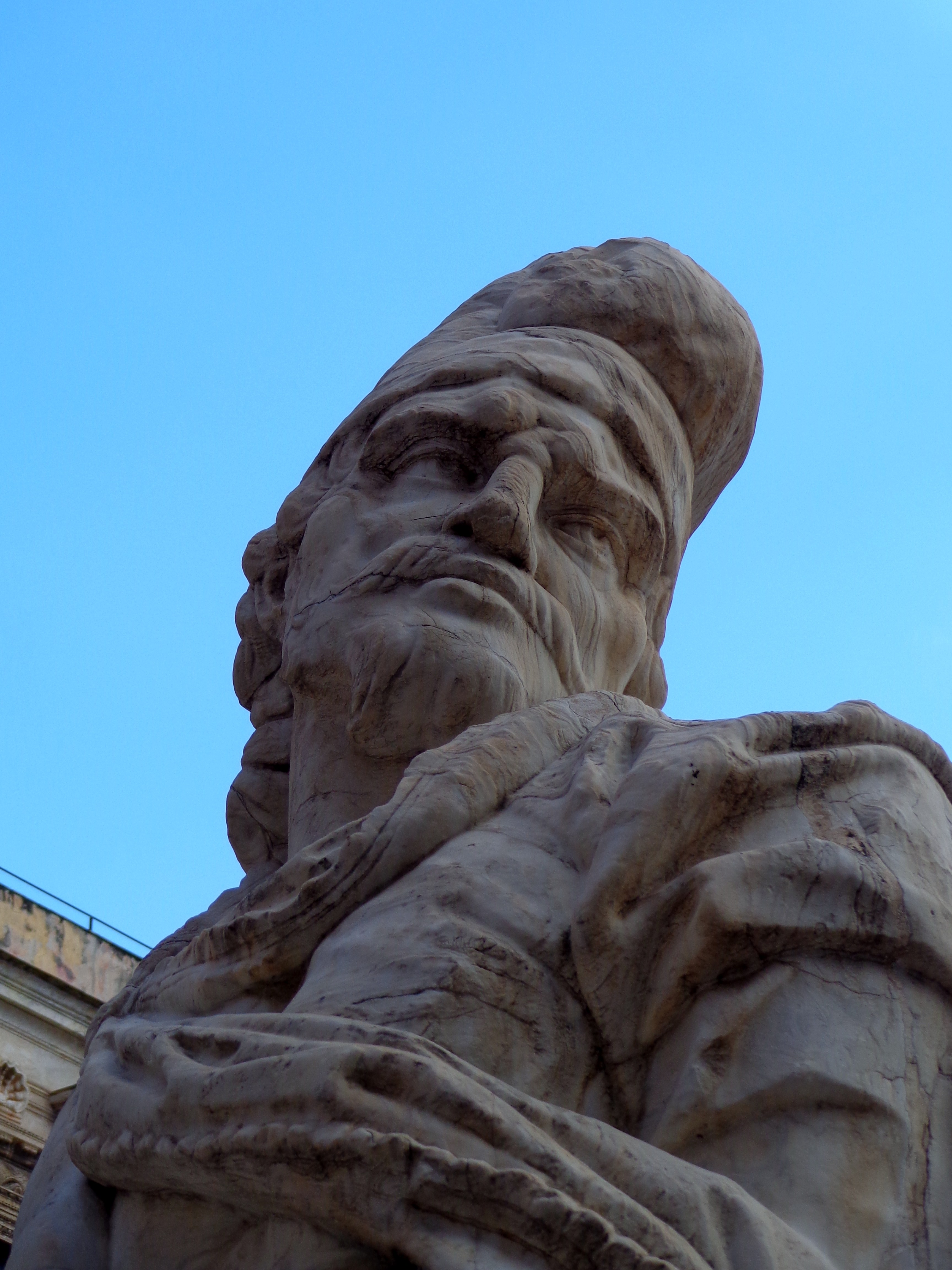
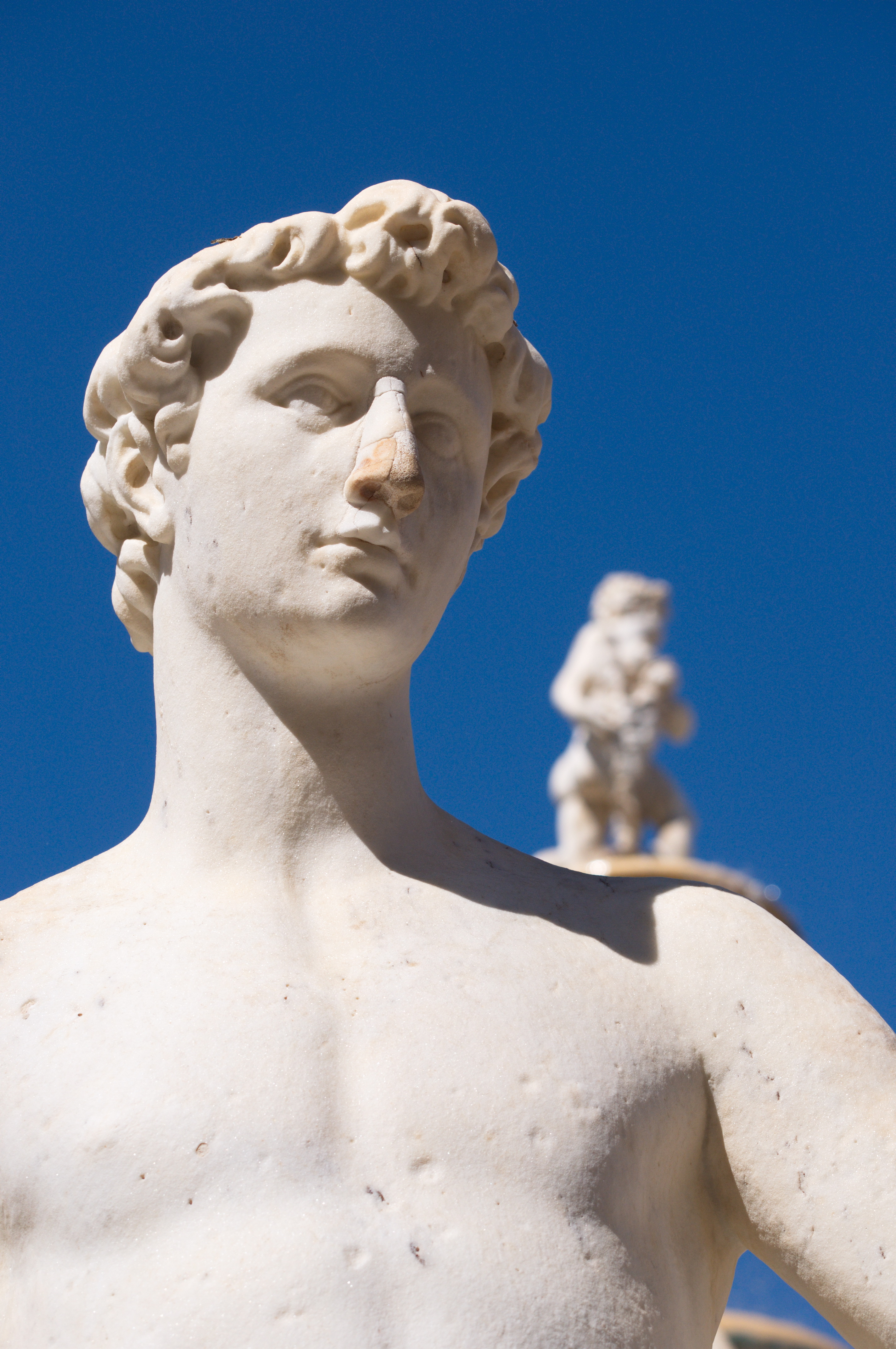
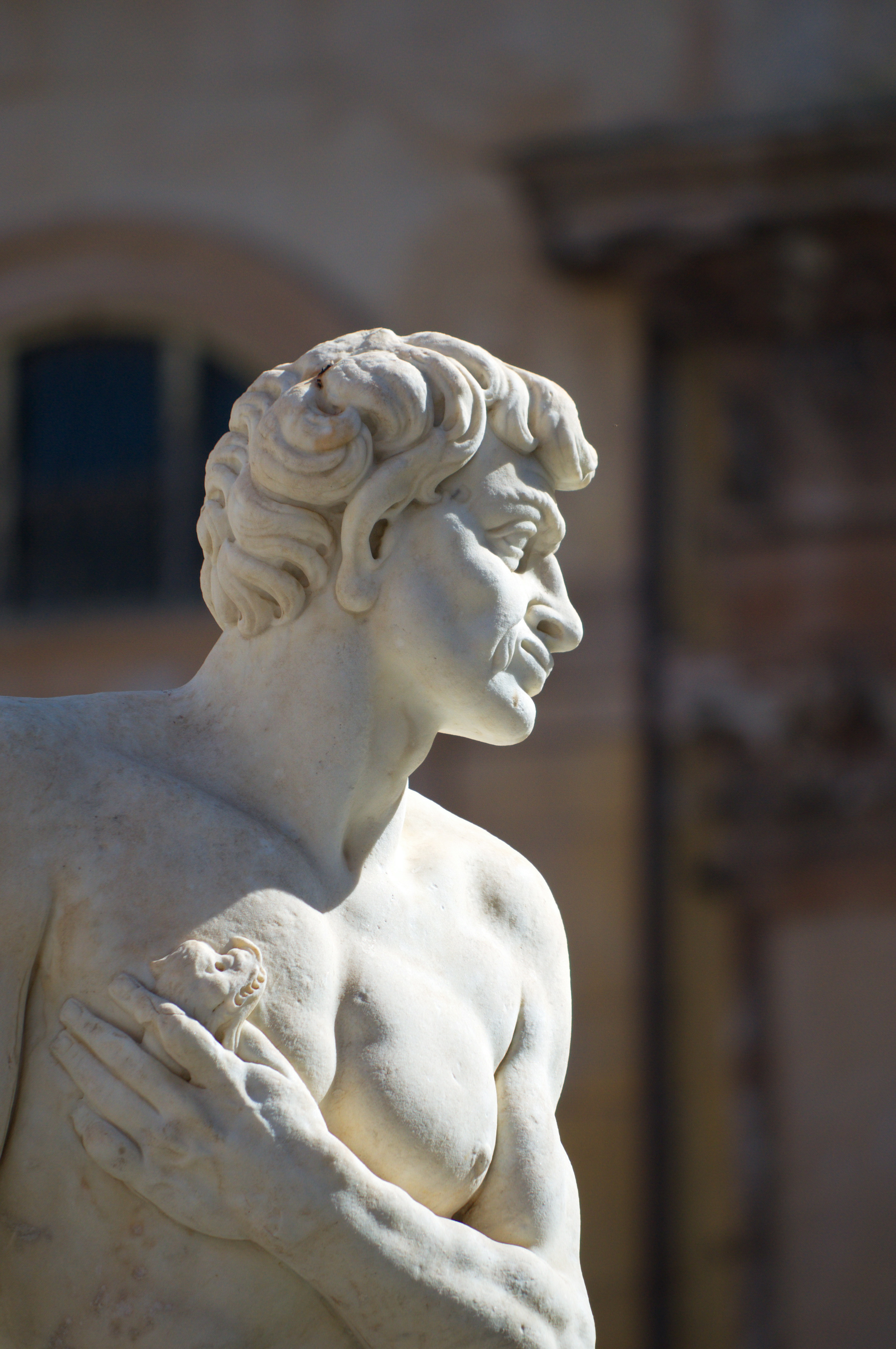

Dopo la realizzazione e la messa in opera nel capoluogo toscano, la grande opera subì il disassemblaggio e la nuova rimodulazione nella capitale siciliana. Le centinaia di pezzi furono trasportate nel più vicino porto toscano per essere imbarcate verso il meridione della penisola, per poi essere trasportate a destinazione dal porto fino al nuovo cantiere. La nuova collocazione comportò la requisizione di diversi fabbricati, la loro demolizione, il risarcimento e la ricostruzione parziale degli stabili ai rispettivi proprietari, gli attuali settecenteschi palazzi baronali: palazzo Bonocore e palazzo Bordonaro separati da una scalinata sul Cassaro.
Al rimontaggio seguì l'integrazione di tutti i pezzi lasciati ai Toledo, di quelli ceduti, regalati e danneggiati durante il trasporto, nonché la realizzazione di nuovi elementi assecondando il gusto artistico del giovane ed estroso Michelangelo.
Nel 1737 essendo pretore Luigi, duca Gaetani, si assommano i costi di pulizia, abbellimenti e della robusta cancellata in ferro per limitare i danneggiamenti e l'opera devastatrice di popolani e fazioni campanilistiche d'oltre provincia: i facinorosi messinesi, che sfregiarono i nasi a numerosi elementi. I palermitani ricambiarono l'oltraggiosa offesa spezzando l'anulare e medio del Nettuno del Montorsoli, che si ritrovò a fare le corna ai suoi stessi concittadini. Nel 1858, pretore Giuseppe De Spuches, principe di Galati, fu racconciata dal deplorevole stato in cui versava a spese del Senato dallo scultore Rosolino Barbera. Nel 1865 fu tolta la primitiva cancellata, azione che fu causa di ulteriori e reiterati danni, protezione che fu ripristinata nel 1872.

## Descrizione
(Giorgio Vasari)
La fontana ruota attorno ad un bacino centrale circondato da quattro ponti di scalinate e da un recinto di balaustre, l'elevazione piramidale è costituita da tre vasche coassiali da cui prende l'avvio il gioco d'acqua, elemento versato dalla sommità da un Bacco, nella rimodulazione palermitana identificato col Genio di Palermo.
Il primo ordine dietro la cancellata è delimitato esternamente da una gradinata circolare e dalla balaustra interrotta da quattro varchi corrispondenti alle quattro rampe di scale balaustrate formate da nove gradini ciascuna, rampe disposte su assi ortogonali tra loro.
I varchi d'accesso esterni e le balaustre, a inizio e fine rampe, presentano coppie di personaggi mitologici o figure allegoriche collocate su piedistalli:
|   | Monumento adiacente                                     | Varco sx |  |  | Varco dx | 1º livello sx |      |  | 1º livello dx | 2º livello sx |  |      | 2º livello dx          |
| - | ------------------------------------------------------- | -------- |  |  | -------- | ------------- | ---- |  | ------------- | ------------- |  | ---- | ---------------------- |
| N | Palazzo Bonocore, Palazzo Bordonaro e varco sul Cassaro |          |  |  |          | Mercurio      | N.D. |  | Pomona.       | Vertumno      |  | N.D. | Venere Verticordia     |
| E | Chiesa di Santa Caterina d'Alessandria                  |          |  |  |          | Adone         |      |  | Venere        | Trittolemo    |  |      | Cerere                 |
| S | Palazzo Pretorio                                        |          |  |  |          | Diana         |      |  | Apollo        | Liberalità    |  |      | Abbondanza o Ricchezza |
| O | Via Maqueda e chiesa di San Giuseppe dei Teatini        |          |  |  |          | Bacco         |      |  | Ercole        | Opi           |  |      | Orfeo                  |

Una prima corona circolare presenta un'ampia pavimentazione pedonale, la seconda corona interna costituisce la vasca circolare di raccolta delle acque a sua volta scavalcata ortogonalmente dalle quattro rampe di scale conducenti al secondo livello. La teoria di statue intermedie poste all'accesso delle rampe presenta sul piedistallo un'urna per la raccolta delle acque.
Ciascuno dei quattro settori ospita in posizione intermedia, ovvero nello spazio compreso fra rampe di scale, una vasca ornata da gruppi scultorei raffiguranti allegorie di fiumi. Ogni gruppo è costituito da una colossale statua distesa su rupe, quali immaginifica sorgente, attorniata rispettivamente da un tritone e una nereide. Le fonti classiche fanno riferimento al padre di tutti i fiumi, il corso d'acqua più conosciuto sin dall'antichità, il Nilo, ai suoi due affluenti e l'Ippocrene, fiume della mitologia greca. Come consuetudine, nella trasposizione palermitana, nella rinominazione operata da Antonio Veneziano, i quattro gruppi assumono il nome dei maggiori corsi d'acqua cittadini. Nel particolare contesto storico detti corsi ricoprono rilevante importanza in quanto i letti non interrati e le loro foci costituiscono ancora gran parte degli approdi naturali del vasto porto di Palermo, pertanto il monumento mira ad esaltare, celebrare e magnificare attraverso il mito l'elemento primordiale e le attività ad esso connesse.
Nella dislocazione originale le scarne fonti documentali fiorentine fanno riferimento al fiume Arno e al suo affluente il Mugnone, rappresentati rispettivamente dalle due divinità barbute, e ancora l'Affrico o il Tevere e forse il Mensola. Tra la commissione di don Pedro di Toledo, realizzazione, installazione, vendita, trasferimento, danneggiamento e rimodulazione resta il dubbio su quanti e quali manufatti siano effettivamente pervenuti nella nuova sede. Opinioni contrastanti investigano circa il primitivo numero di allegorie, di certo il pingue e grottesco uomo maturo è un'aggiunta postuma, integrazione verosimilmente realizzata per sopperire e ovviare ai numerosi guasti causati dalla traslazione nonché per conferire armoniosa simmetria all'aggregato, così come le nereidi, i tritoni e le erme del cerchio esterno, con altre aggiunte dal carattere caricaturale al limite del goffo e bizzarro sono tutte attribuite, molte di esse autografe, allo stile gagliardo e scanzonato di Michelangelo Naccherino.
|    | Fiume originario | Fiume rinominato da Antonio Veneziano |  | Elementi caratteristici                                                                                         | Tritone | Fiume | Nereide |
| -- | ---------------- | ------------------------------------- |  | --- | ------- | ----- | ------- |
| NE | Nilo             | Papireto                              |  | Divinità abbarbicata alla roccia atta a raffigurare il porto di Palermo. Segni caratteristici delfino e àncora. |         |       |         |
| SE | Nilo azzurro ?   | Maredolce                             |  | Naiade coronata d'alloro con testa di Medusa, Pegaso e strumento siringa del dio Pan                            |         |       |         |
| SO | Nilo bianco ?    | Oreto                                 |  | Uomo maturo barbuto con cornucopia, scettro e leone                                                             |         |       |         |
| NO | Ippocrene ?      | Gabriele o Cariopele                  |  | Pingue uomo maturo con anfora e delfino.                                                                        |         |       |         |

Nelle sei nicchie ricavate nella parete esterna di ciascun settore circolare del secondo ordine sono collocate altrettante teste d'animali o di mostri mitologici, per un totale di 24 figure, ognuna delle quali versa - dalla bocca o dalle narici - getti d'acqua nella vasca ad anello. Altri 5 getti dipartono dalle colonnine della balaustrata superiore per un totale di 20 zampilli aggiuntivi.
- 56 canali alimentano altrettanti zampilli: 24 getti dipartono dalle maschere d'animali, 20 dalle colonnine delle balaustre del secondo livello, 8 nelle vasche esterno rampe, 4 nelle vasche dei fiumi.[2][29] Il computo non tiene conto del getto sommitale presso il Genio di Palermo.
- 20 urne: 4 conche coassiali e peschiera circolare suddivisa in quattro sezioni, 8 conche alla base delle divinità esterno rampe, 4 vasche fiumi.[29]
- 37 statue: (3 livelli x 8 statue) 24 divinità, 12 elementi compongono i 4 gruppi dei fiumi, 1 Genio di Palermo collocato in cima.[29]
- 24 teste d'animali e mostri mitologici poste sulla parete circolare dell'elevazione centrale.[29]

|  | WSW | WNW |  | NNW | NNE |  | ENE | ESE |  | SSE | SSW |
|  | --- | --- |  | --- | --- |  | --- | --- |  | --- | --- |
|  |     |     |  |     |     |  |     |     |  |     |     |

Tra i monumenti d'età medioevale, tardo-rinascimentali e barocchi del centro storico di Palermo, la fontana, che rende il Piano Pretore un elemento urbanistico sorprendente, è uno dei più spettacolari della città.

## Curiosità
Nel 1973 le Poste italiane hanno dedicato alla fontana Pretoria un francobollo da Lire 25.
La Rappresentante di Lista ha utilizzato la fontana come scenario del singolo Diva pubblicato il 17 Giugno 2022

## Galleria d'immagini

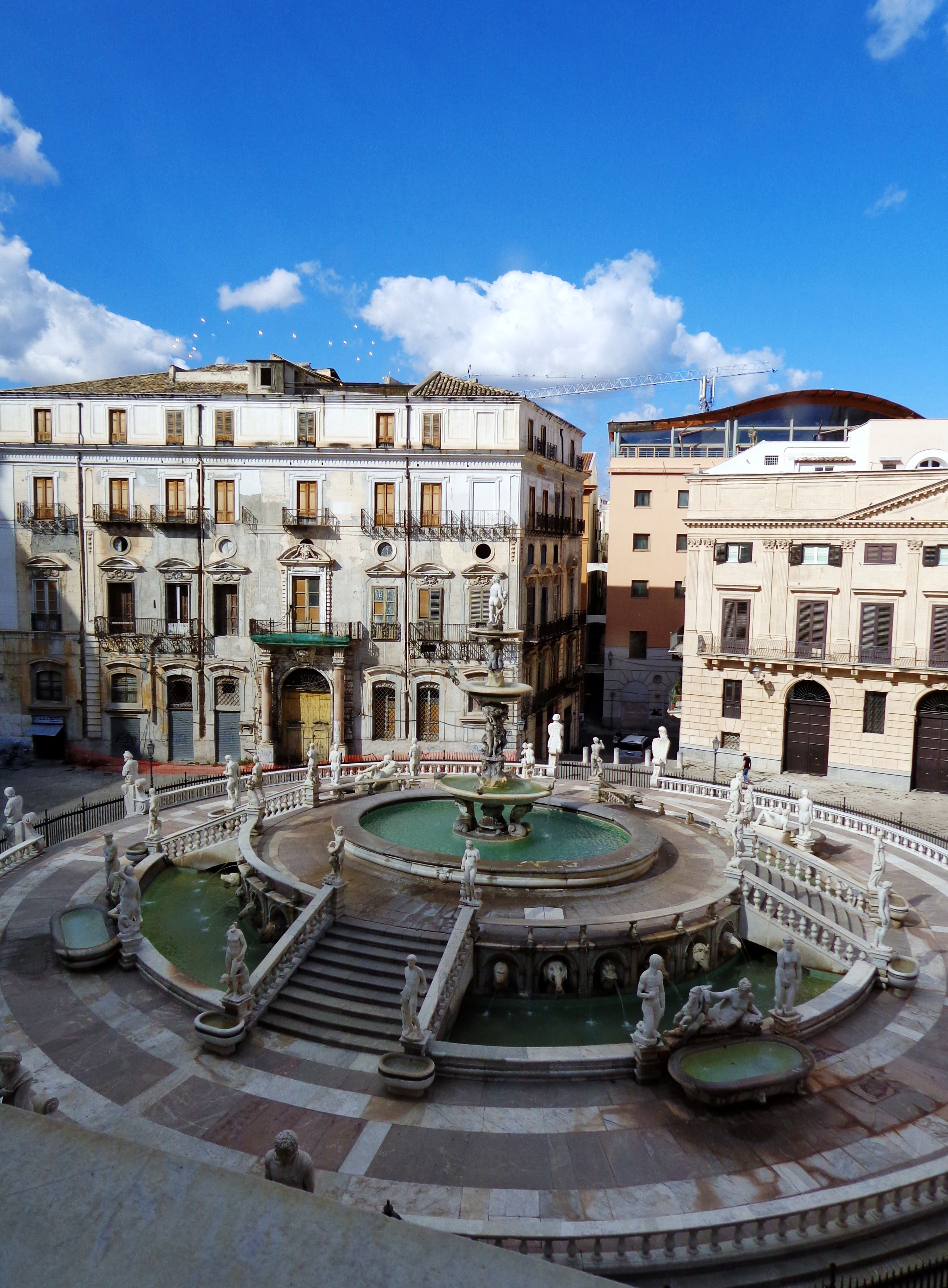
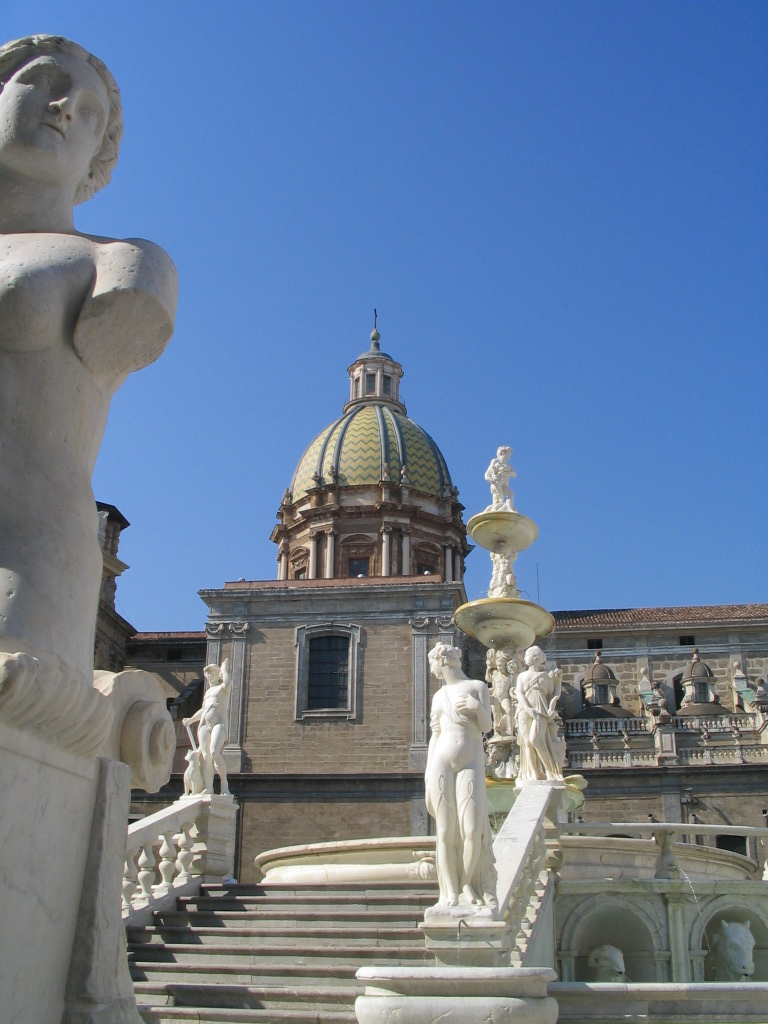
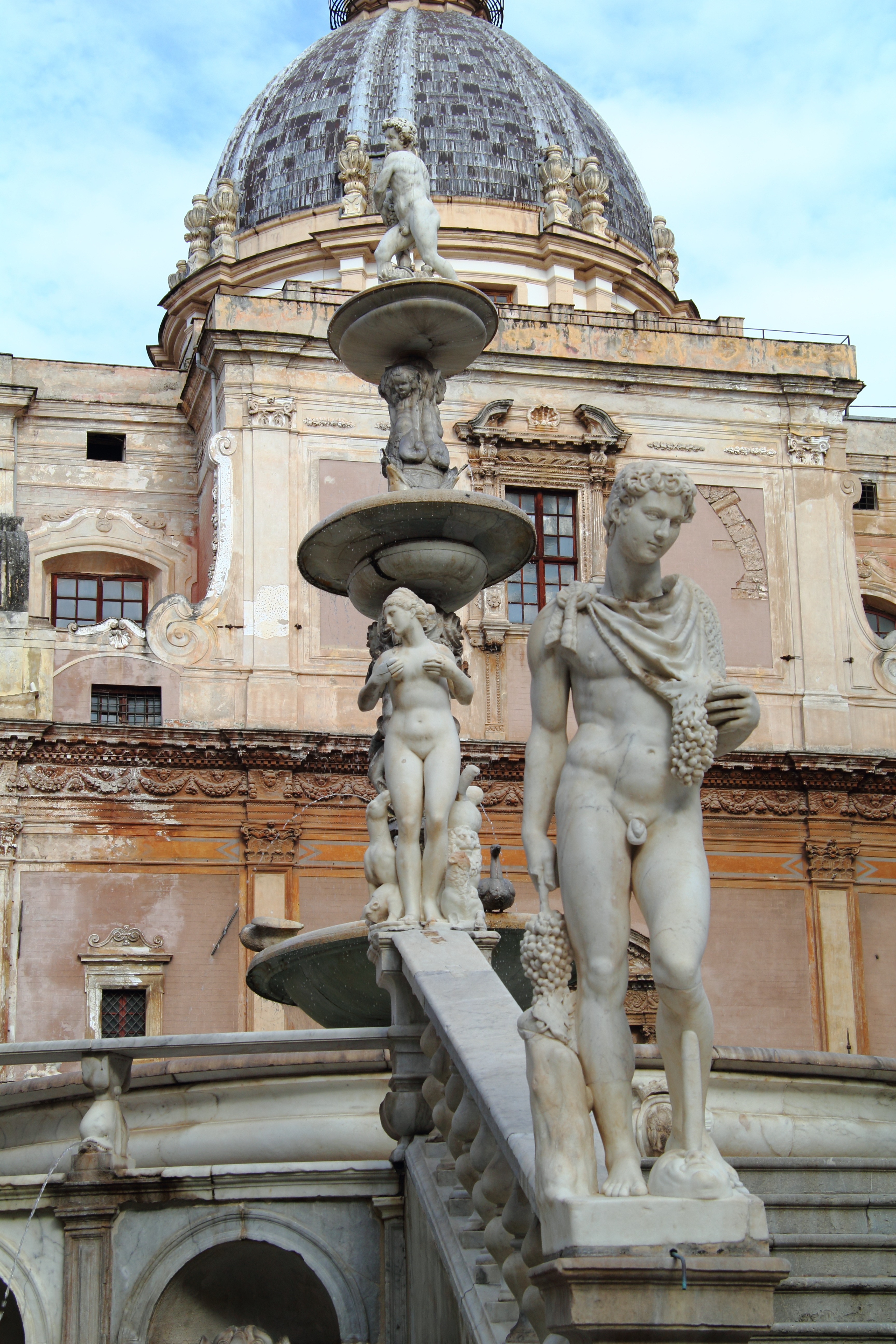
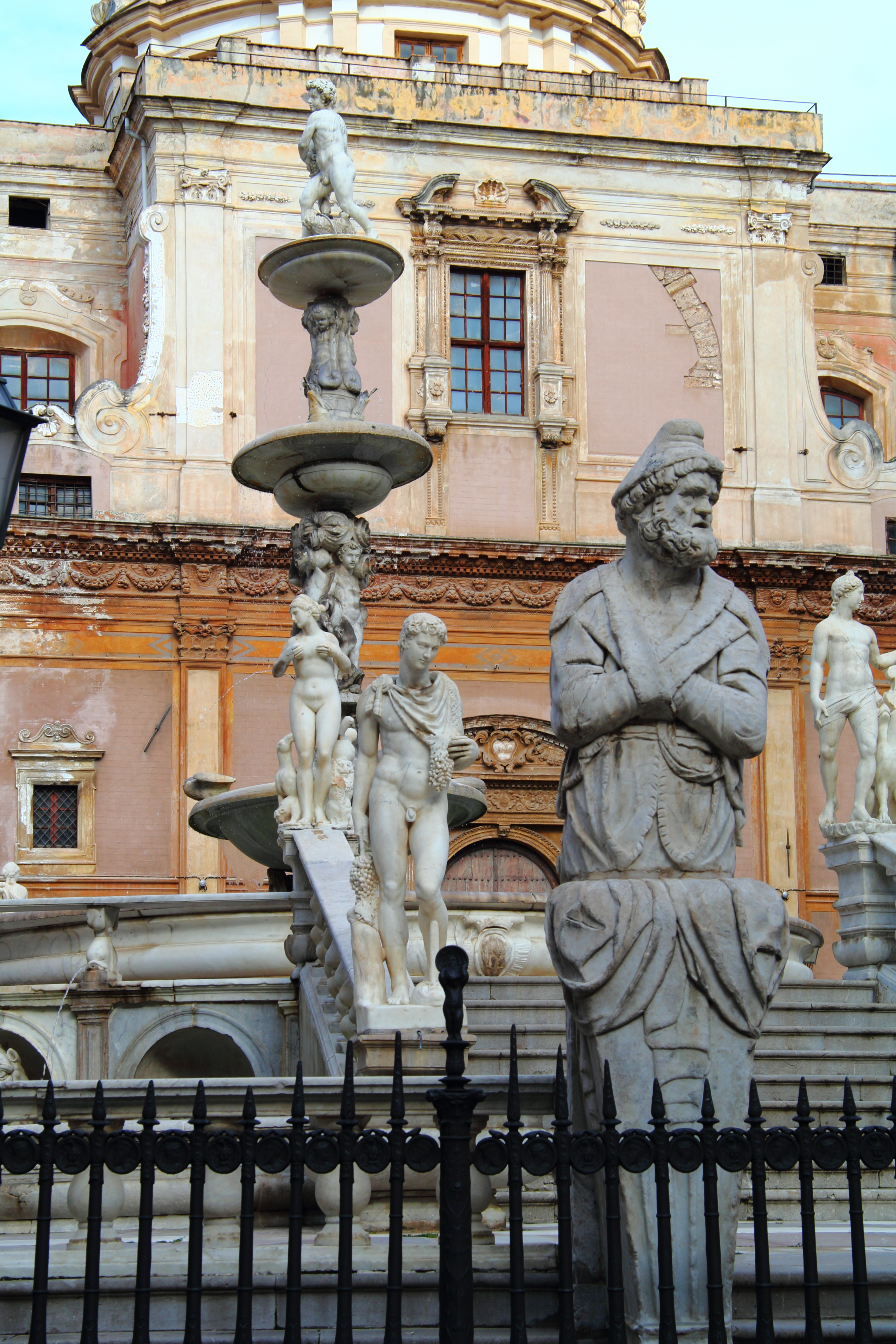
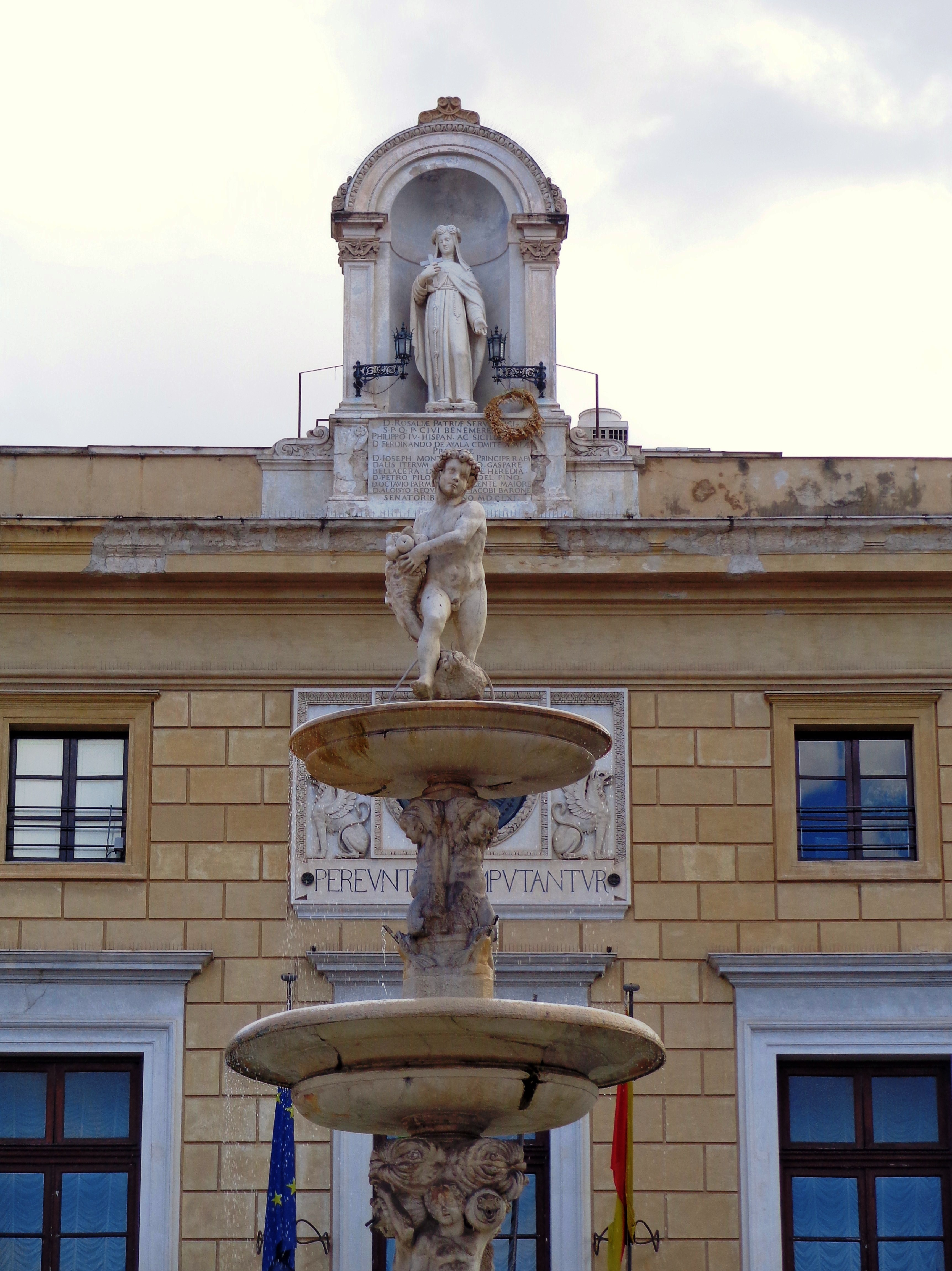
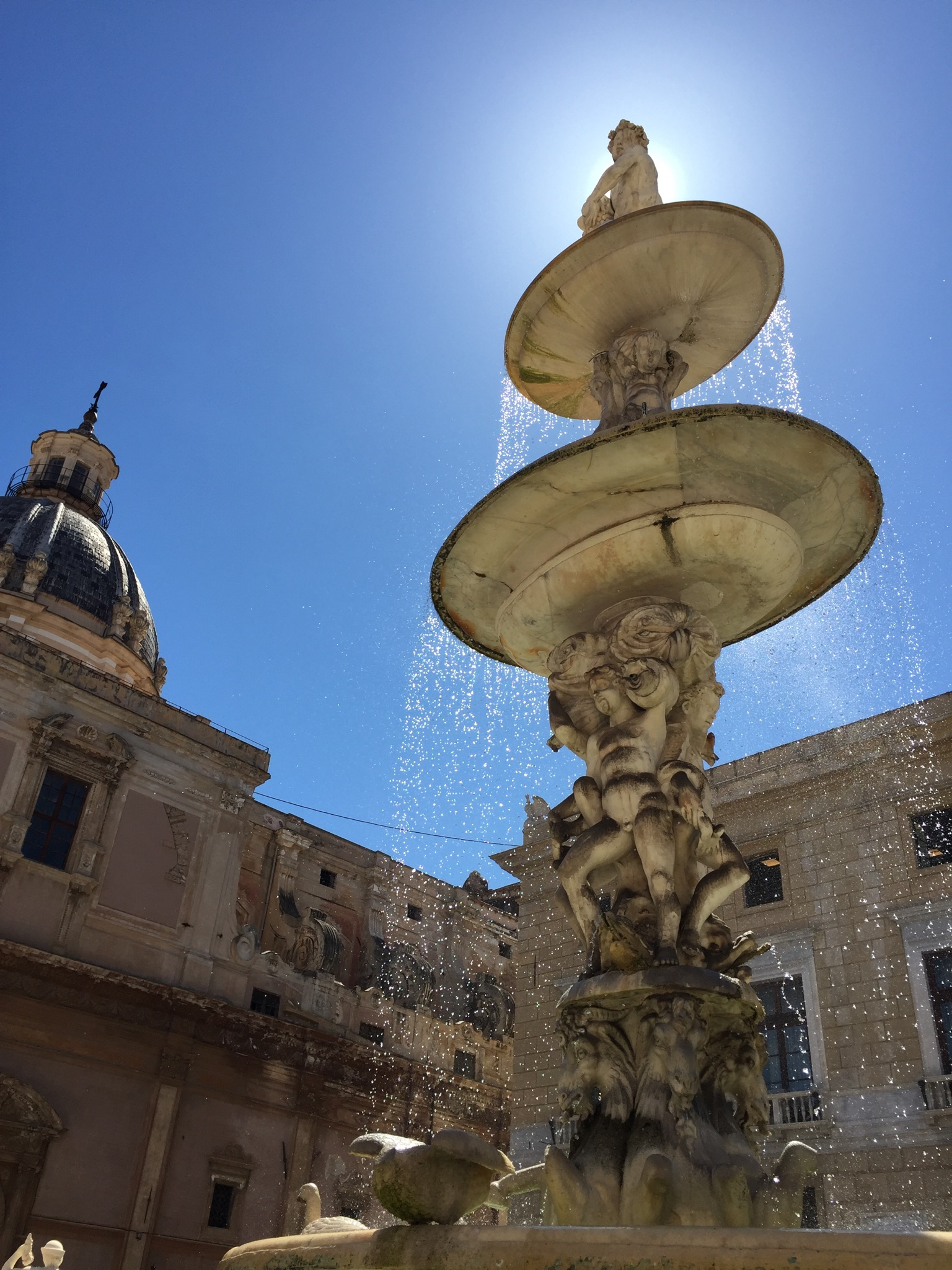
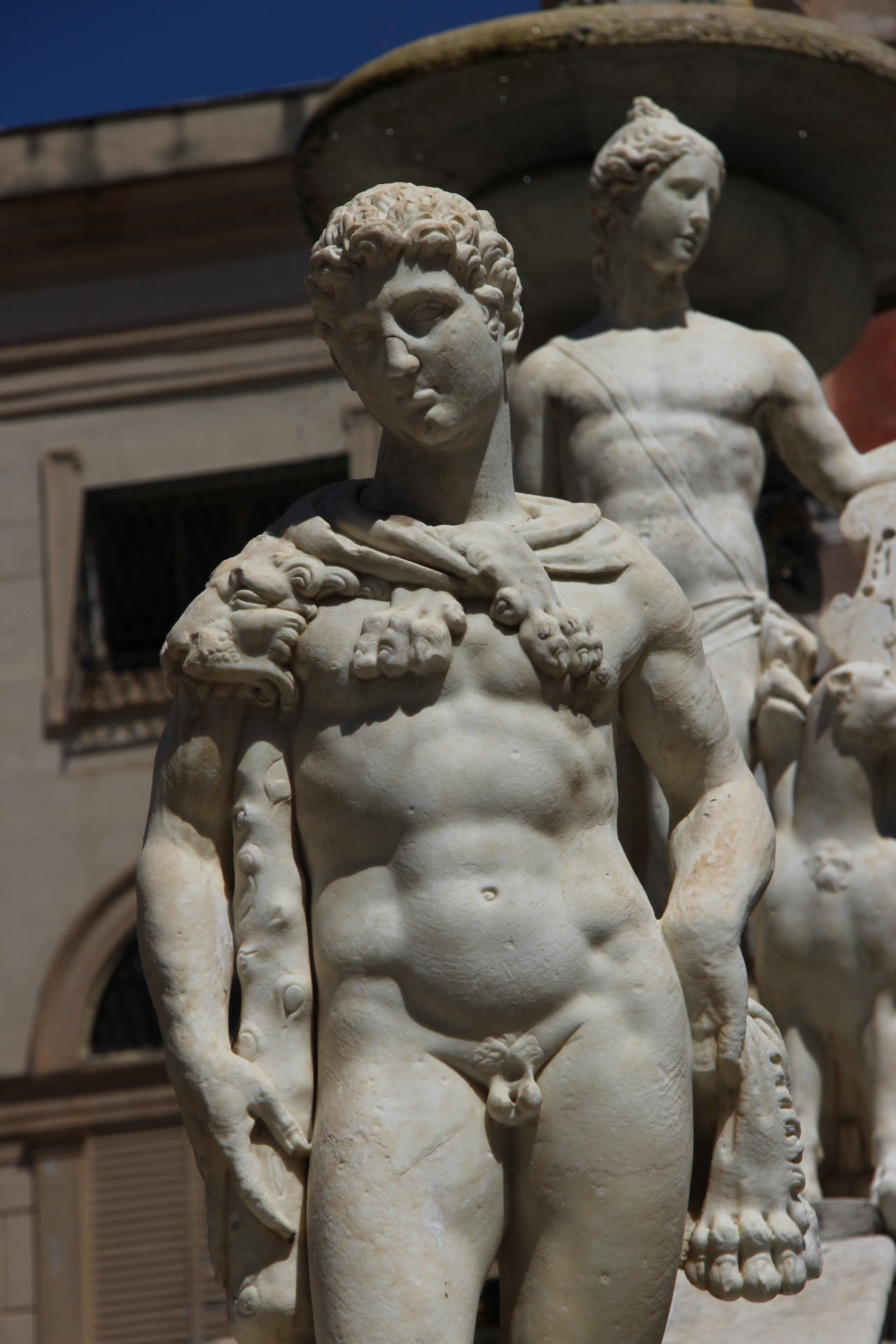
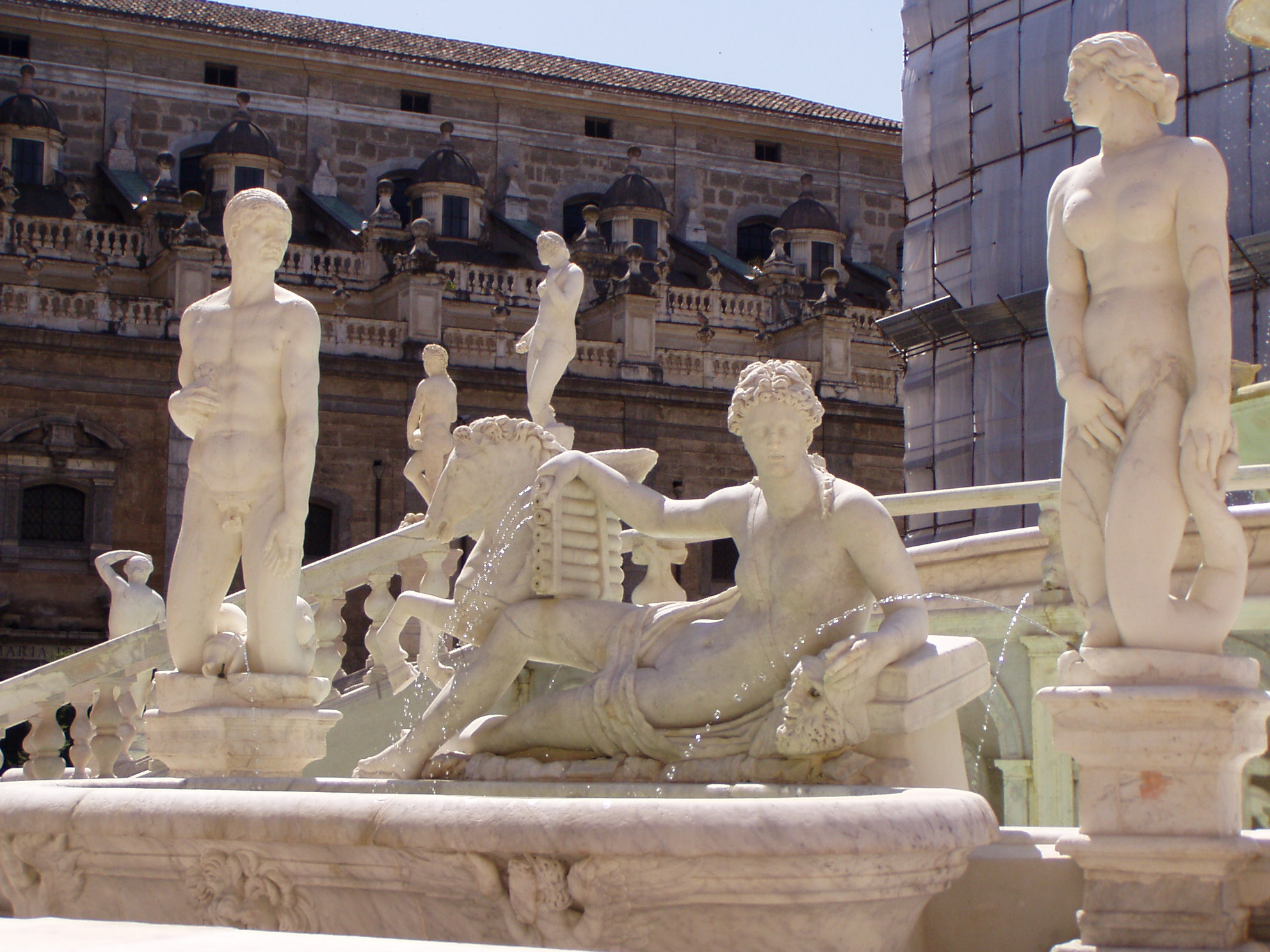
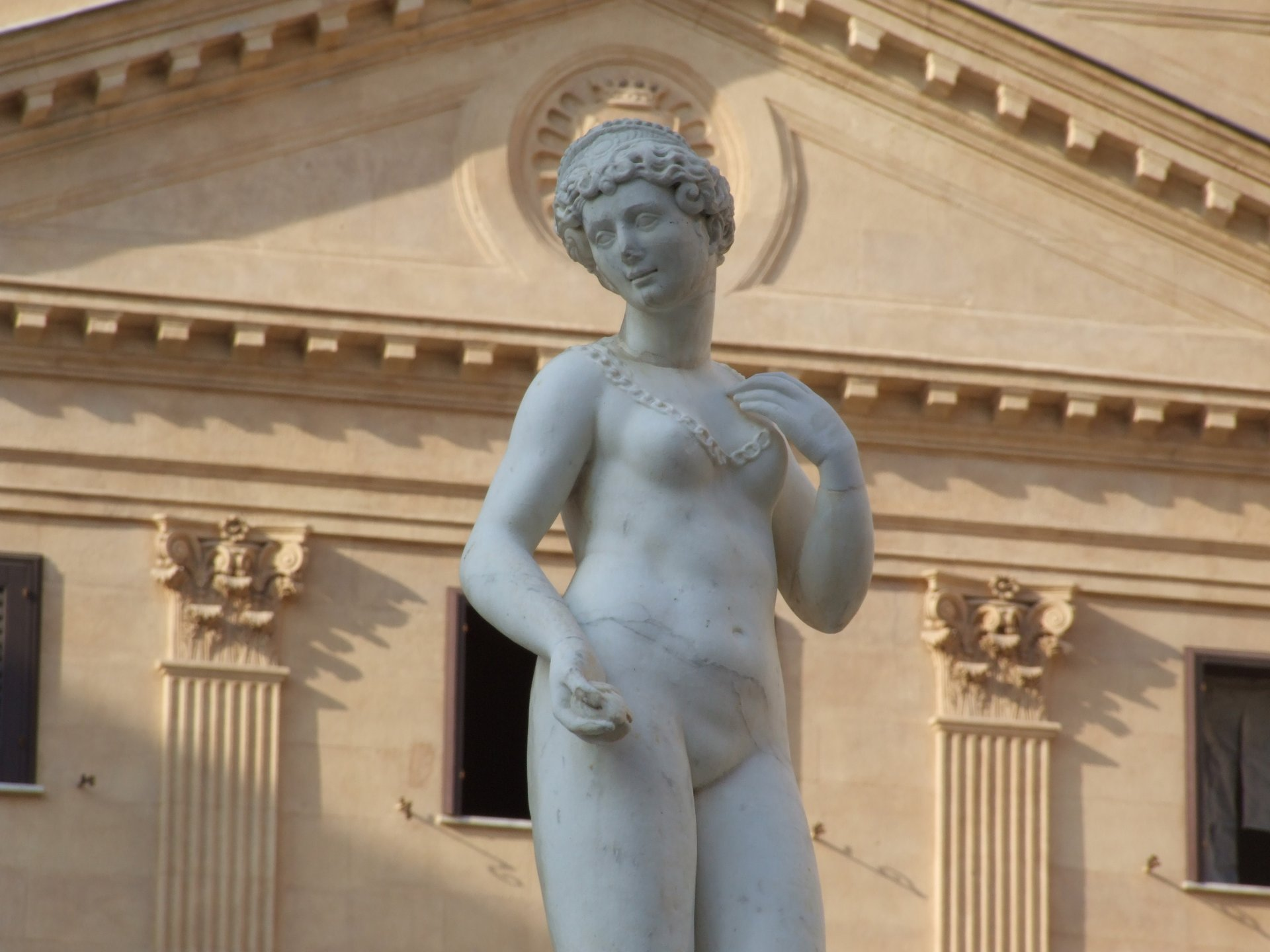
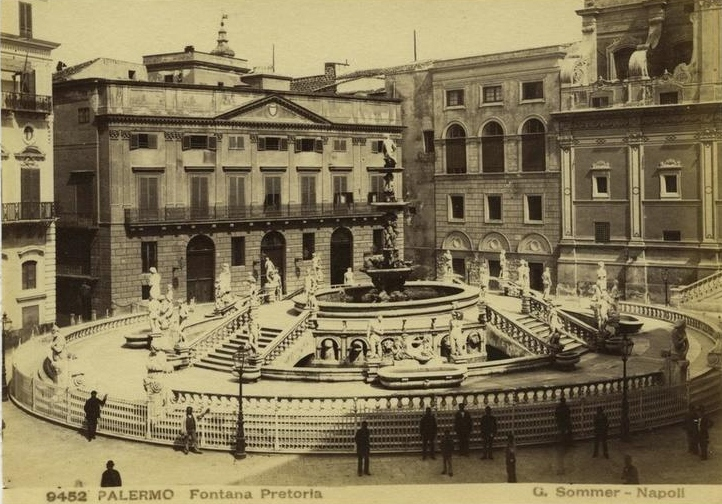
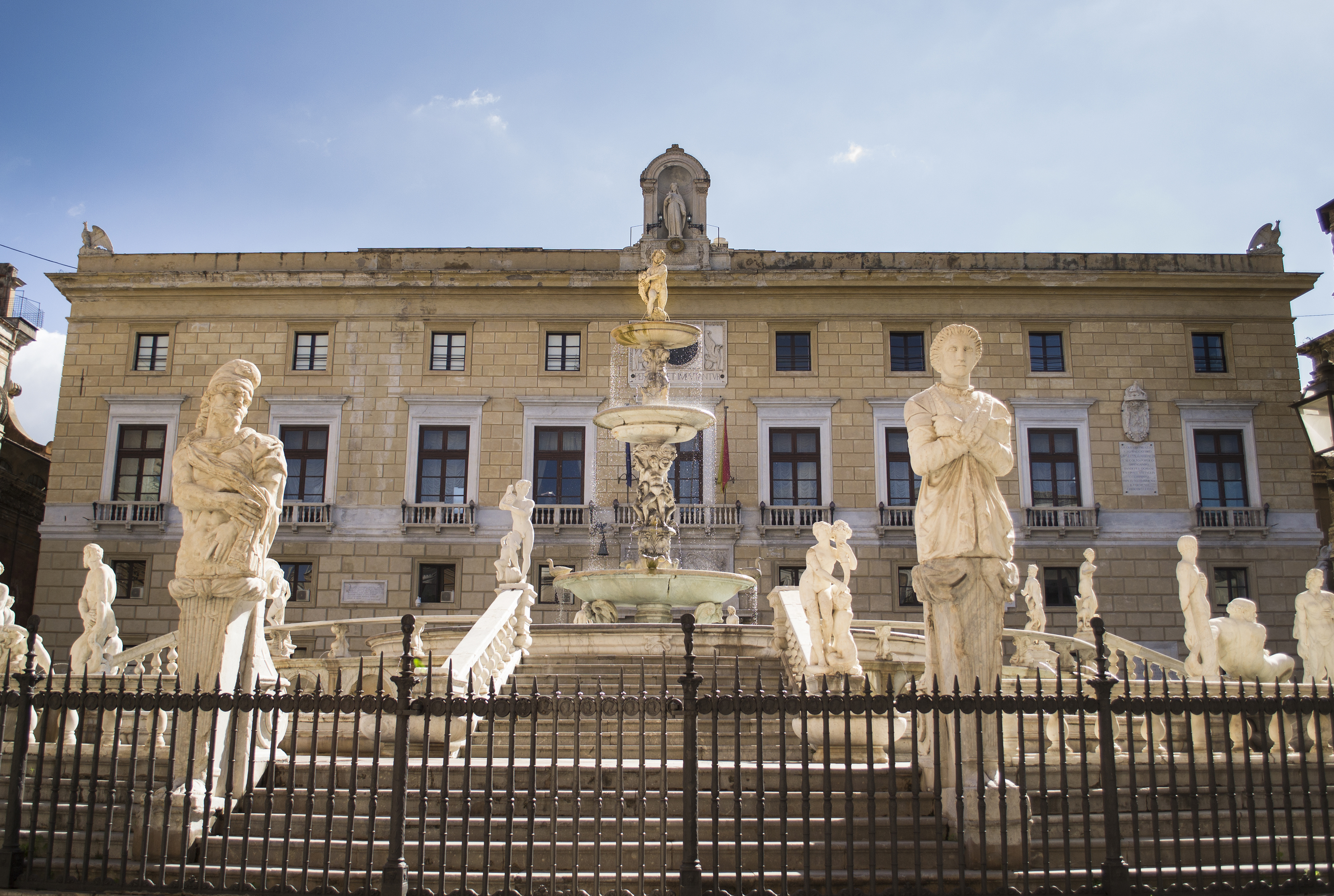
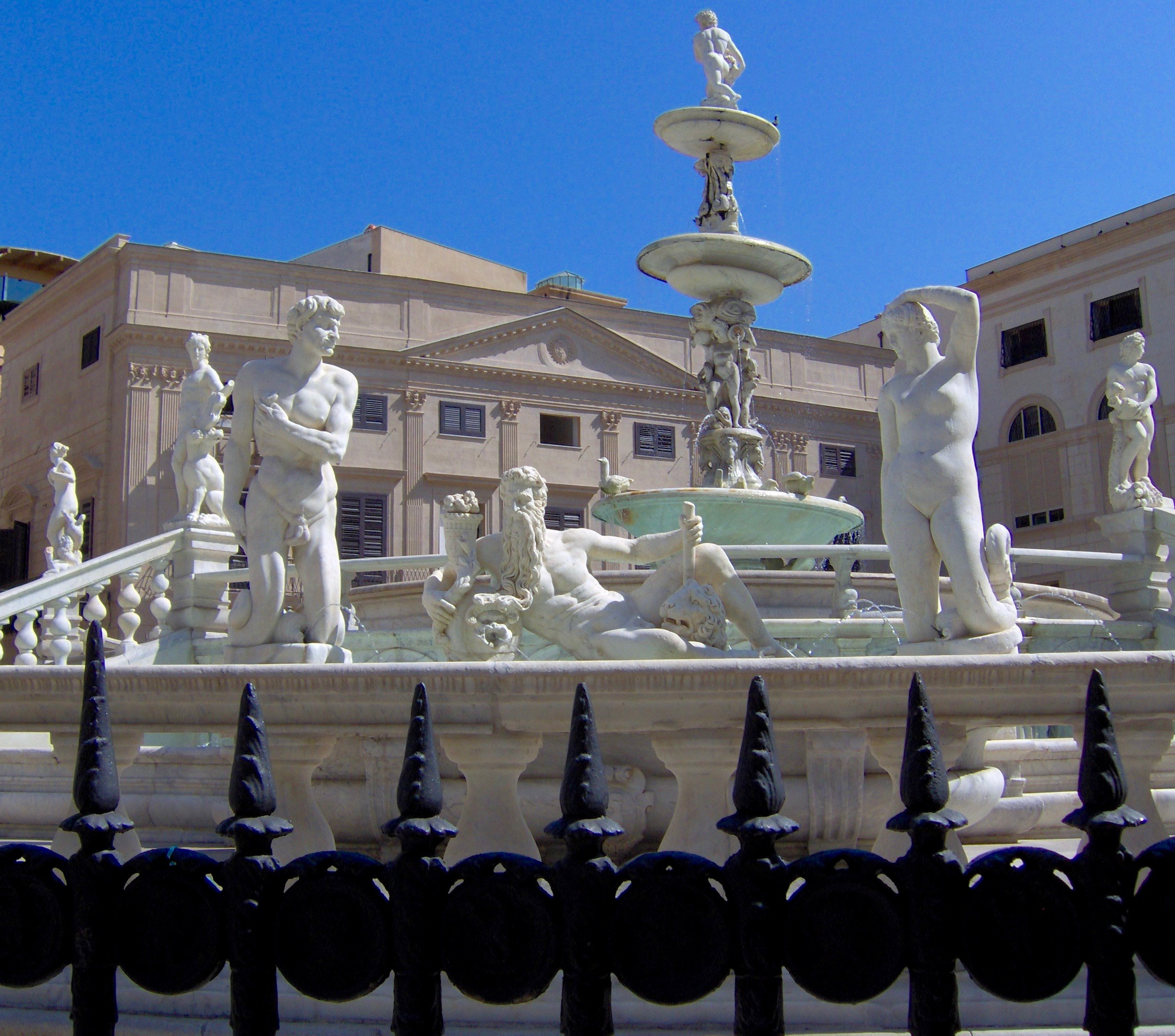
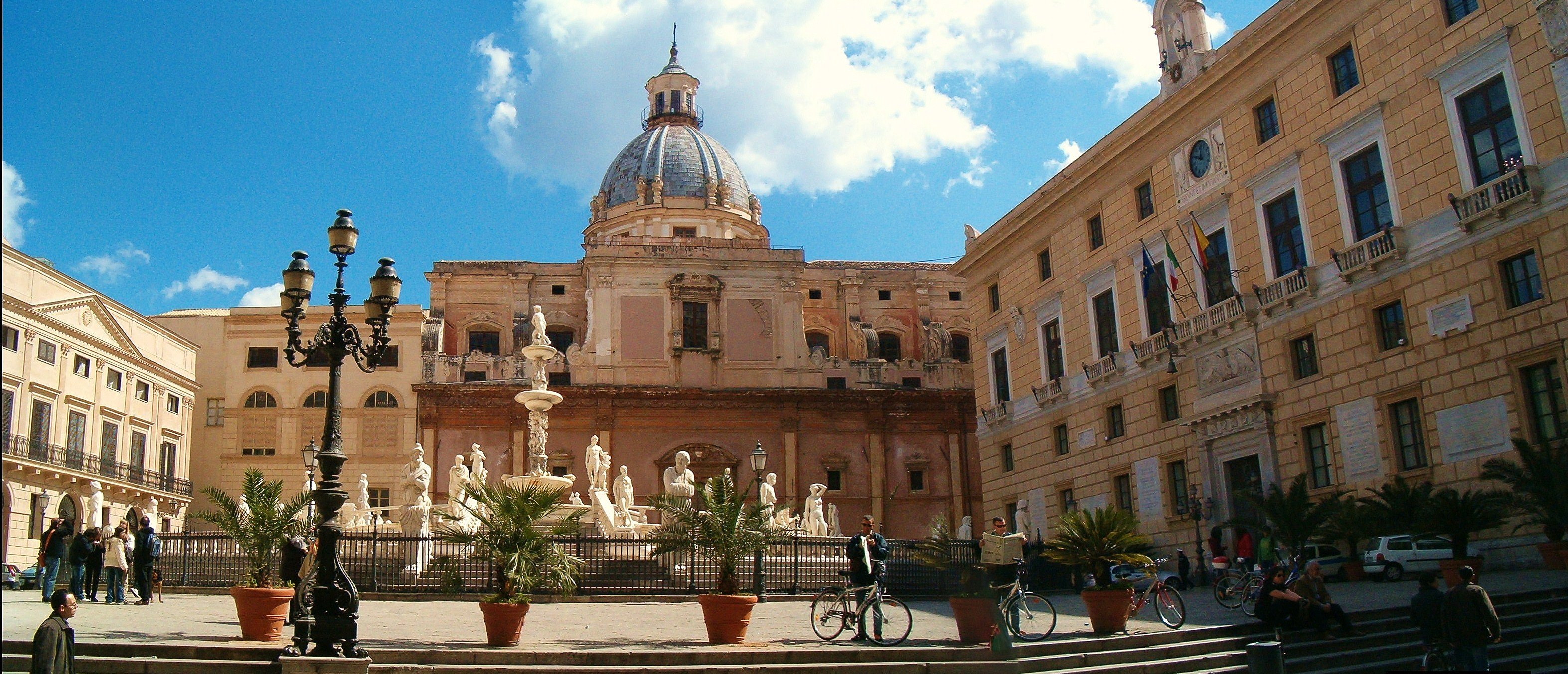
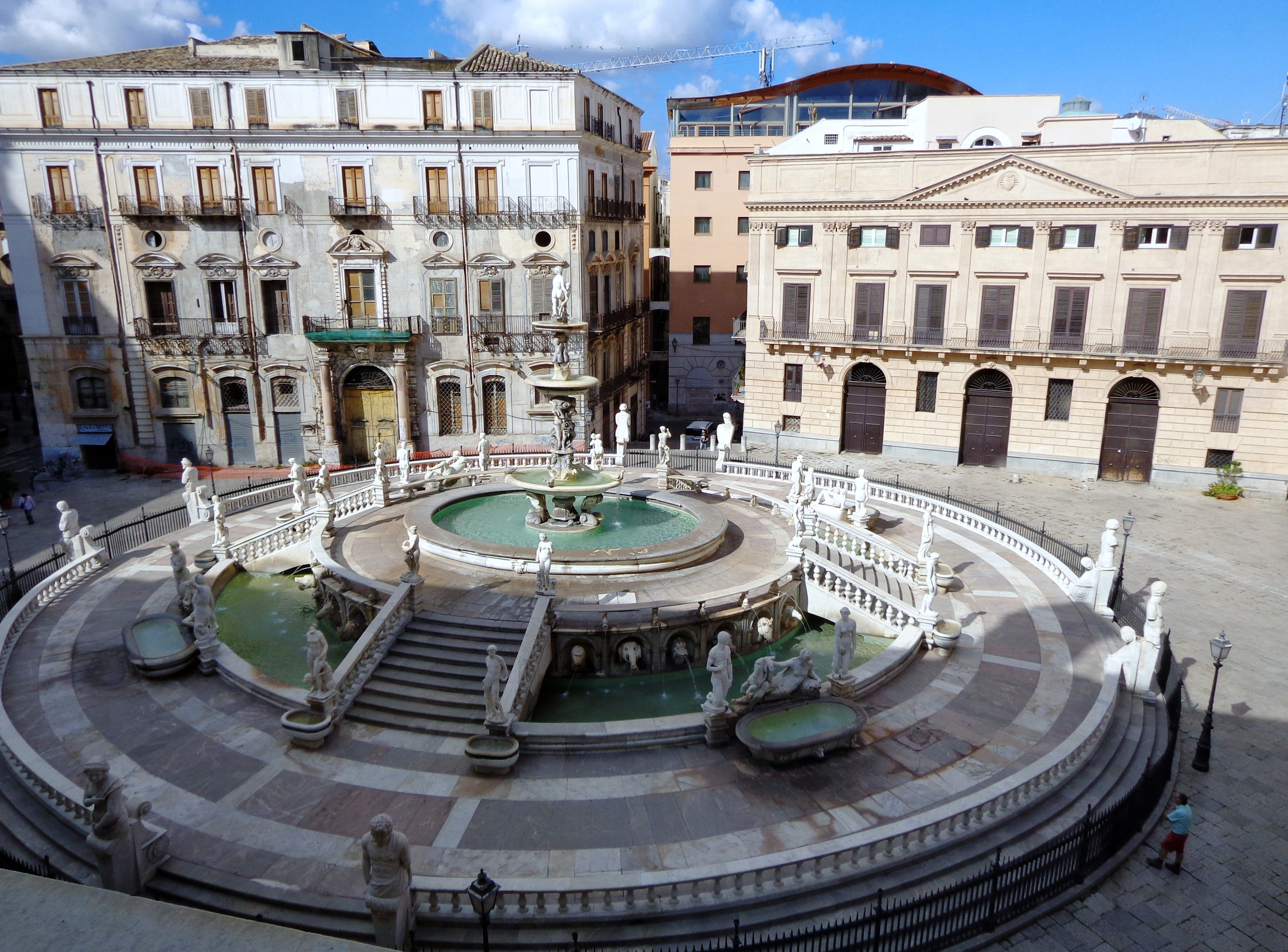
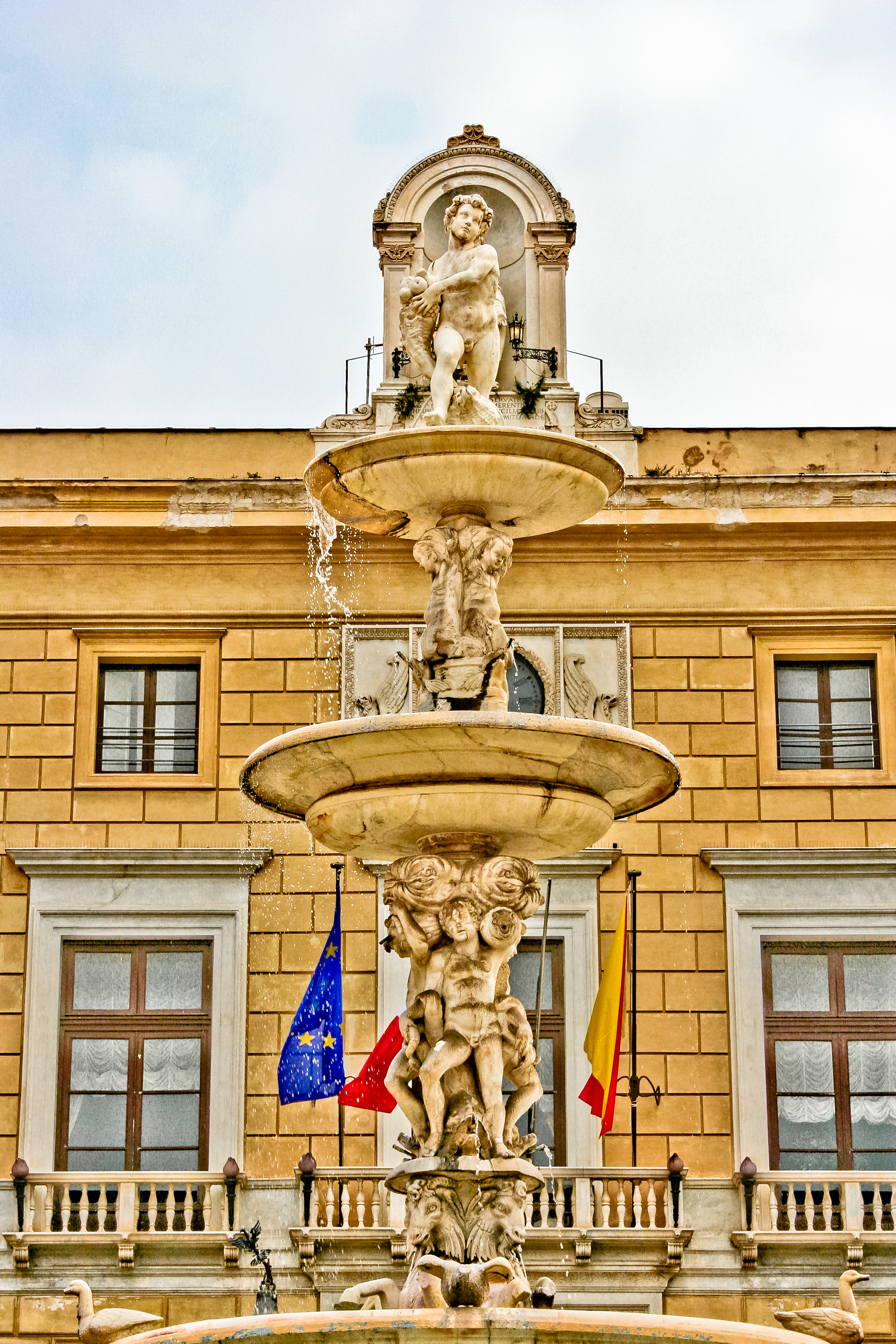
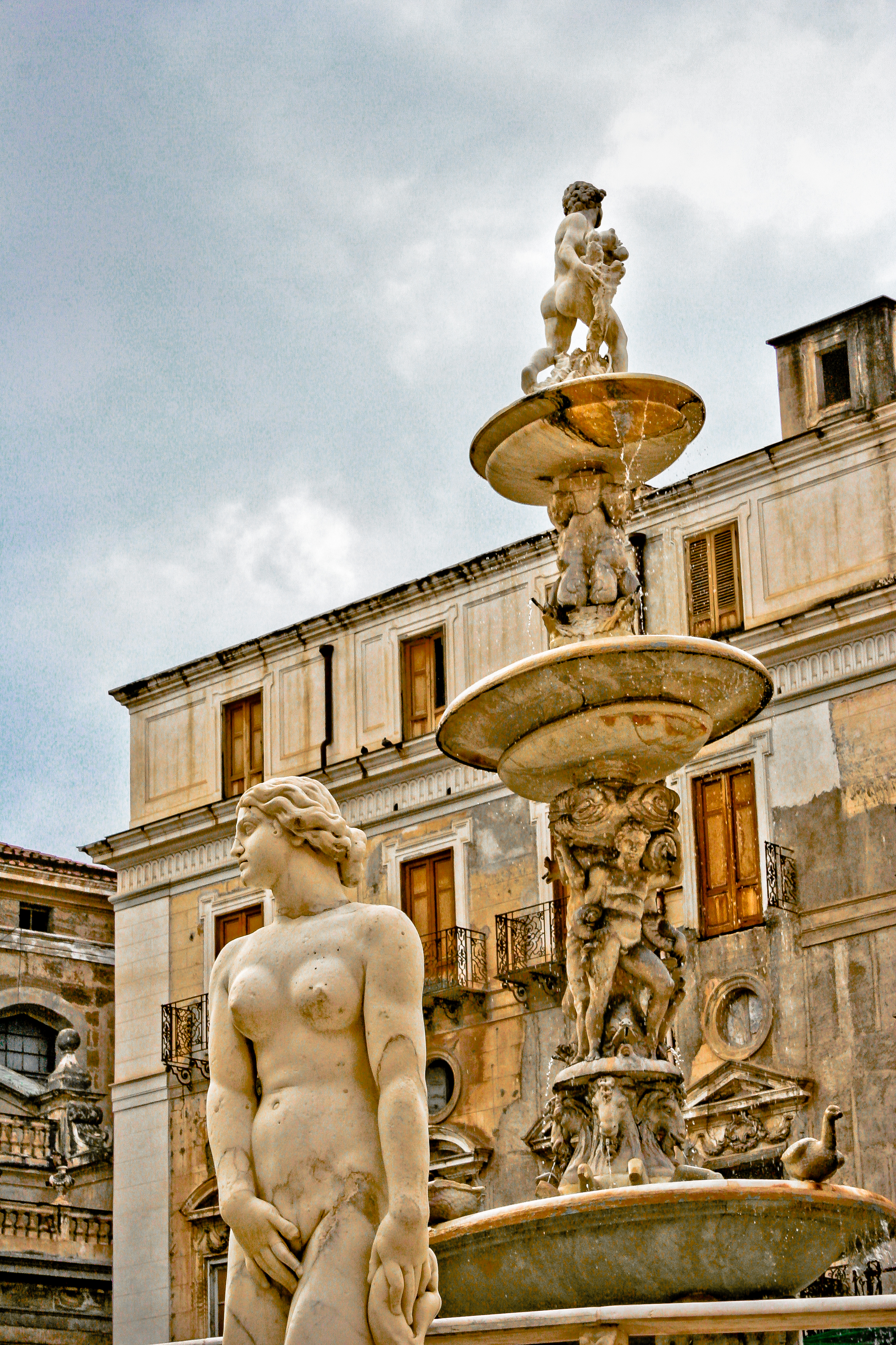
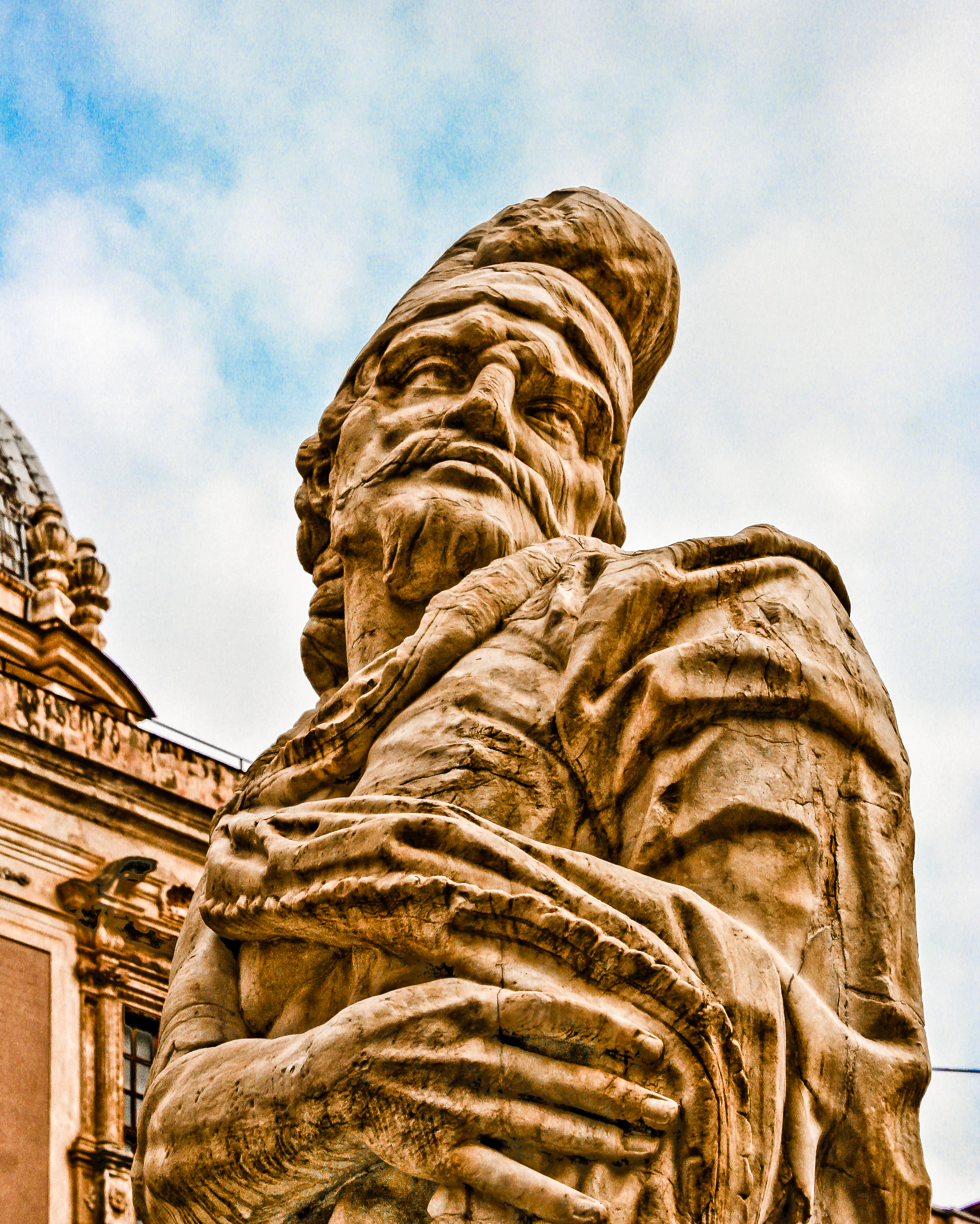